# Marque de crue
Ne doit pas être confondu avec Repère de crue.
Les marques de crue sont des marques de signalisation fluviale, placées au bord de rives de certains cours d'eau en France. Elles sont utilisées en navigation fluviale pour des voies navigables soumises à une réglementation spécifique en cas de crues.
Ces marques sont définies par l'annexe 8 à l'article A4241-51-2 du Code des transports, créé par arrêté du 28 juin 2013. Ces dispositions sont reprises dans le Règlement général de police de la navigation intérieure (RGPNI).
Elles sont composées d'une ligne horizontale sur laquelle est posée le sommet d'un triangle pointant vers le bas ; à la droite du symbole, un nombre en chiffre romain désigne le niveau de la marque allant de 1 à 3 (I, II ou III). La marque est considérée comme atteinte lorsque l'eau couvre le trait horizontal et touche la pointe du triangle.
Ces prescriptions sont explicitées dans le Règlements particuliers de police (RPP) de la voie naviguée.
L'exemple de la Moselle :
| Niveau | Désignation   | Conduite à tenir |
| ------ | ------------- | --- |
| I      | Vigilance     | - Interdiction de navigation avalante pour les convois remorqués - Interdiction de stationner dans les garages amonts des écluses - Distance de sécurité fixée à 1 km pour les navires avalants, lors de l'approche d'une écluse - Vitesse limitée à 20 km/h pour les navires avalants |
| II     | Restrictions  | - Interdiction de navigation pour les navires dont le rapport entre chargement et puissance est supérieur à 2,7 - Interdiction de la navigation de plaisance (sauf pour certains tronçons)                                                                                             |
| III    | Interdictions | - Interdiction totale de navigation à l'exception des traversés d'une rive à l'autre |